# K. L. Reich
 (mai 2025).
Si vous disposez d'ouvrages ou d'articles de référence ou si vous connaissez des sites web de qualité traitant du thème abordé ici, merci de compléter l'article en donnant les références utiles à sa vérifiabilité et en les liant à la section « Notes et références ».
K. L. Reich est un roman quasi autobiographique de l'écrivain espagnol Joaquim Amat-Piniella (Manresa, 1913 – Barcelone, 1974) La première version du livre est écrite en catalan entre 1945 et 1946 à Andorre, un an après que l'auteur eut été libéré du camp de Mauthausen.
Le roman ne put être publié qu'en 1963 en raison de la censure du régime franquiste. Il est basé sur des faits réels et décrit les conditions de vie dans le camp, principalement celles des déportés républicains espagnols.
Des républicains espagnols, combattants de la guerre civile et réfugiés en France après la victoire des troupes fascistes de Franco, sont capturés par les Allemands lors de la débâcle de 1940 et déportés en tant qu’apatrides indésirables à Mauthausen.
Commence alors un long calvaire dont Joaquim Amat-Piniella, lui-même interné plus de quatre ans dans le camp, fait ici le récit « en forme de roman » pour être le plus fidèle possible à la vérité intime de ceux qui ont vécu cette tragédie. Tout y est vrai : les faits, les événements, l’avilissement dans lequel les maîtres nazis veulent entraîner leurs esclaves déportés, l’instinct de survie qui peut conduire aussi bien à céder à « l’esprit du camp » qu’à résister à la déshumanisation par la solidarité.
Longtemps ignoré et inconnu hors d’Espagne, K. L. Reich mérite de prendre place auprès des œuvres de Primo Levi, Jorge Semprún ou Varlam Chalamov.
K.L.Reich de Joaquim Amat-Piniella est paru en français aux Editions Verdier en 2025 dans une traduction et avec une postface de Dominique Blanc. 